# Qimo 4 Kids
Qimo 4 Kids, voluit Qimo for Kids, is een de Linuxdistributie speciaal gericht op kinderen van drie jaar en ouder. De mascotte van dit besturingssysteem is Qimo the Eskimo. De interface is geheel aangepast voor gebruik door kinderen, met grote kleurrijke pictogrammen. Qimo heeft als desktopomgeving Xfce, met als browser Firefox en als tekstverwerker AbiWord.
Qimo is gebaseerd op Ubuntu.

## QuinnCo
Qimo wordt sinds 2009 verspreid door het Amerikaanse bedrijf QuinnCo Inc. uit Lakeland (Florida). QuinnCo beschrijft zichzelf als een non-profitorganisatie die zich onder het motto Special Computers for Special Kids ten doel stelt gezinnen met lage inkomens en met special needs-kinderen te voorzien van computers. QuinnCo Inc. werd opgericht door Michael en Michelle Hall.
Op 30 januari 2016 komt de mededeling dat het Qimo project is beëindigd.